# Le Combat des Amazones
Le Combat des Amazones (Die Amazonenschlacht) est un tableau du peintre allemand Anselm Feuerbach. Il a été peint entre 1871 et 1873, a pour dimensions 4,05 mètres sur 6,93 mètres.